# Canton de Rennes-1
Le canton de Rennes-1 est une circonscription électorale française du département d'Ille-et-Vilaine.

## Histoire
Le canton de Rennes-I est créé par décret du 23 juillet 1973 par réorganisation des quatre cantons de Rennes en dix cantons.
Il est supprimé par le décret du 16 janvier 1985 le renommant en canton de Rennes-Centre.
Un nouveau découpage territorial d'Ille-et-Vilaine entre en vigueur à l'occasion des élections départementales de 2015. Il est défini par le décret du 18 février 2014, en application des lois du 17 mai 2013 (loi organique 2013-402 et loi 2013-403). Les conseillers départementaux sont, à compter de ces élections, élus au scrutin majoritaire binominal mixte. Les électeurs de chaque canton élisent au Conseil départemental, nouvelle appellation du Conseil général, deux membres de sexe différent, qui se présentent en binôme de candidats. Les conseillers départementaux sont élus pour 6 ans au scrutin binominal majoritaire à deux tours, l'accès au second tour nécessitant 12,5 % des inscrits au 1er tour. En outre la totalité des conseillers départementaux est renouvelée. Ce nouveau mode de scrutin nécessite un redécoupage des cantons dont le nombre est divisé par deux avec arrondi à l'unité impaire supérieure si ce nombre n'est pas entier impair, assorti de conditions de seuils minimaux. En Ille-et-Vilaine, le nombre de cantons passe ainsi de 53 à 27. Le canton de Rennes-1 est recréé par ce décret.
Il est formé d'une fraction de la commune de Rennes. Le canton est entièrement inclus dans l'arrondissement de Rennes. Le bureau centralisateur est situé à Rennes.

## Représentation

### Représentation de 1973 à 1985
| Période | Période | Identité            | Étiquette  | Qualité |
| ------- | ------- | ------------------- | ---------- | --- |
| 1973    | 1979    | Henri Jouault       | CNIP > RPR | Médecin biologiste Député d'Ille-et-Vilaine (1958-1962) |
| 1979    | 1985    | François Le Douarec | UDR > RPR  | Avocat Député d'Ille-et-Vilaine (1962-1981) Président du Conseil Général d'Ille-et-Vilaine (1976-1982) Ancien conseiller général du Canton de Rennes-VIII (1973-1979) |

### Représentation depuis 2015
| Période élective | Période élective | Mandat | Mandat   | Identité           | Nuance | Nuance | Qualité                                                                                        |
| ---------------- | ---------------- | ------ | -------- | ------------------ | ------ | ------ | ---------------------------------------------------------------------------------------------- |
| 2015             | 2021             | 2015   | 2021     | Marc Hervé         |        | PS     | Fonctionnaire 7e adjoint au maire de Rennes Ancien conseiller général du canton de Rennes-Nord |
| 2015             | 2021             | 2015   | 2021     | Emmanuelle Rousset |        | PS     | Cadre 18e adjointe au maire de Rennes                                                          |
| 2021             | 2028             | 2021   | en cours | Marc Hervé         |        | PS     | Fonctionnaire 1er adjoint au maire de Rennes                                                   |
| 2021             | 2028             | 2021   | en cours | Emmanuelle Rousset |        | PS     | Cadre 8e vice-présidente du conseil départemental Conseillère municipale de Rennes             |

### Résultats détaillés

#### Élections de mars 2015
À l'issue du 1er tour des élections départementales de 2015, deux binômes sont en ballottage : Marc Hervé et Emmanuelle Rousset (PS, 36,18 %) et Amélie Dhalluin et Philippe Le Bouec (Union de la Droite, 31,85 %). Le taux de participation est de 48,6 % (10 872 votants sur 22 372 inscrits) contre 50,9 % au niveau départemental et 50,17 % au niveau national.
Au second tour, Marc Hervé et Emmanuelle Rousset (PS) sont élus avec 55,74 % des suffrages exprimés et un taux de participation de 48,08 % (5 657 voix pour 10 755 votants et 22 371 inscrits).

#### Élections de juin 2021
Le premier tour des élections départementales de 2021 est marqué par un très faible taux de participation (33,26 % au niveau national). Dans le canton de Rennes-1, ce taux de participation est de 36,07 % (8 156 votants sur 22 611 inscrits) contre 34,85 % au niveau départemental. À l'issue de ce premier tour, deux binômes sont en ballottage : Charles Compagnon et Amélie Dhalluin (DVD, 28,42 %) et Marc Hervé et Emmanuelle Rousset (PS, 28,24 %).
Le second tour des élections est marqué une nouvelle fois par une abstention massive équivalente au premier tour. Les taux de participation sont de 34,36 % au niveau national, 34,98 % dans le département et 37,23 % dans le canton de Rennes-1. Marc Hervé et Emmanuelle Rousset (PS) sont élus avec 58,28 % des suffrages exprimés (4 640 voix pour 8 417 votants et 22 611 inscrits),,. 

## Composition

### Composition de 1973 à 1985
Lors de sa création, le canton de Rennes-I comprend la portion de territoire de la ville de Rennes déterminée par l'axe des voies ci-après : place Saint-Jean-Eudes, rue d'Antrain, rue Motte-Fablet, rue Le Bastard, rue d'Estrées, place de la Mairie, rue d'Orléans, place de la République, rue Jules-Simon, boulevard de la Liberté, rue Émile-Souvestre, rue de Plélo, rue de Nantes, boulevard du Colombier, partie des terrains d'emprise de la S. N. C. F. le long de la rue Pierre-Martin, rue Saint-Hélier, rue Monseigneur-Duchesne, bord de la Vilaine, boulevard Laennec, rue de Châteaudun, boulevard de la Duchesse-Anne, boulevard de Sévigné et rue Lesage.

### Composition depuis 2015
| Nom                            | Code Insee | Intercommunalité | Superficie (km2) | Population (dernière pop. légale)                 | Densité (hab./km2) | Modifier                                    |
| ------------------------------ | ---------- | ---------------- | ---------------- | ------------------------------------------------- | ------------------ | ------------------------------------------- |
| Rennes (bureau centralisateur) | 35238      | Rennes Métropole | 50,39            | Fraction : 41 681 (2022) Commune : 227 830 (2022) | 4 521              | modifier les données · modifier les données |
| Canton de Rennes-1             | 3518       |                  |                  | 41 681 (2022)                                     |                    | modifier les données                        |

Le canton de Rennes-1 comprend désormais la partie de la commune de Rennes située au nord d'une ligne définie par l'axe des voies et limites suivantes : à partir de la limite territoriale de la commune de Saint-Grégoire, rue de l'Amiral-Gaspard-de-Coligny, avenue Germaine-Dulac, avenue André-Mussat, avenue de Cucillé, rue Robert-d'Arbrissel, rue Louis-Joubin, ligne de chemin de fer de Rennes à Saint-Malo, passage piétonnier donnant accès à l'avenue du 41e-Régiment-d'Infanterie, avenue du 41e-Régiment-d'Infanterie, boulevard du Maréchal-de-Lattre-de-Tassigny, rue Pierre-Gourdel, rue de Dinan, rue d'Échange, contour Saint-Aubin, rue de Bonne-Nouvelle, rue d'Antrain, rue Lesage, rue du Général-Maurice-Guillaudot, place Saint-Melaine (parc du Thabor inclus), rue de la Palestine à partir de l'intersection avec l'avenue de Grignan, boulevard de Metz, rue de Fougères, route de Fougères, jusqu'à la limite territoriale de la commune de Cesson-Sévigné.
Il comprend les quartiers de La Bellangerais (Patton), Saint-Martin, La Motte-Brûlon et Maurepas.
Il regroupe désormais le canton de Rennes-Nord (moins le quartier de Beauregard) et le canton de Rennes-Nord-Est.

## Démographie
En 2022, le canton comptait 41 681 habitants, en évolution de +5,18 % par rapport à 2016 (Ille-et-Vilaine : +5,46 %, France hors Mayotte : +2,11 %).
| 2013   | 2018   | 2022   |
| ------ | ------ | ------ |
| 38 608 | 40 005 | 41 681 |